# بادبان خورشیدی

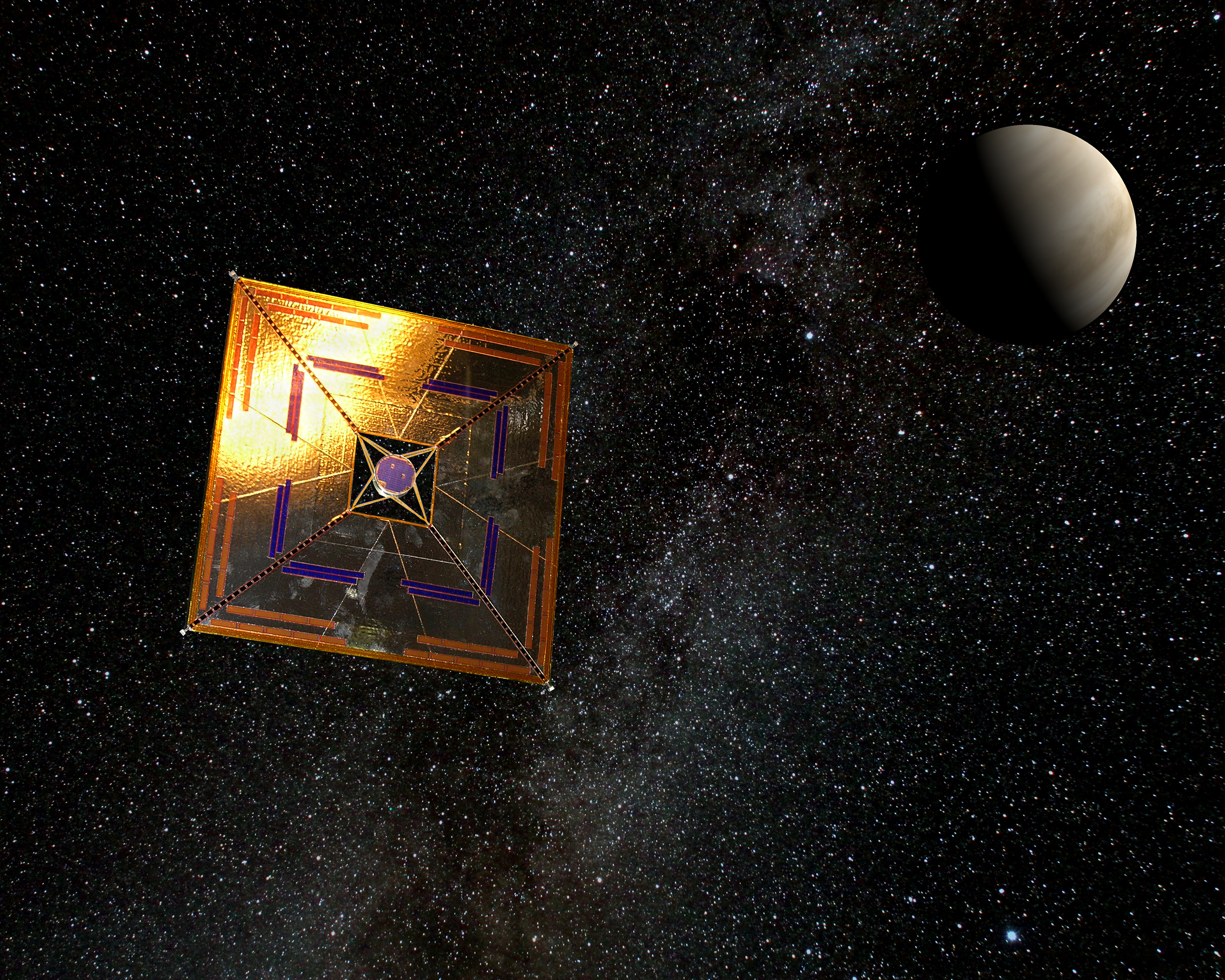
کاوشگر فضایی ایکاروس دارای بادبان خورشیدی، یک بادبان معمولی با شکل مربعی نشان داده شده‌است.

بادبان خورشیدی (با نام بادبان نوری و بادبان فوتونی نیز شناخته می‌شود) روشی برای پیش‌رانش فضاپیما با استفاده از فشار تشعشعاتی است که توسط خورشید به آینه‌های بزرگ آن وارد می‌شود. اولین فضاپیمایی که از این فناوری استفاده کرد کاوشگر ایکاروس بود که در سال ۲۰۱۰ به فضا پرتاب شد.

## مفهوم و نظریه
بادبان‌های خورشیدی از فشار تابشی‌ای که نور خورشید بر سطح آینه‌های بزرگ وارد می‌کند، بهره می‌برند. برخلاف موشک‌های شیمیایی یا موتورهای یونی، این نوع سامانه نیازی به سوخت ندارد. نخستین بار یوهانس کپلر در قرن هفدهم این مفهوم را مطرح کرد. او معتقد بود که دم دنباله‌دارها به‌وسیلهٔ «نسیم خورشیدی» به عقب رانده می‌شوند.
فشار تابشی خورشید بسیار اندک اما پیوسته است. همین ویژگی باعث می‌شود که با گذشت زمان، فضاپیماهای مجهز به بادبان خورشیدی بتوانند به سرعت‌های بالایی دست یابند. در نظریه، چنین فضاپیماهایی می‌توانند به سرعتی برابر با ۲۰٪ سرعت نور برسند که امکان انجام مأموریت‌های میان‌ستاره‌ای را فراهم می‌کند.
این بخش ترجمه‌ای است از مقالهٔ Solar sail در ویکی‌پدیای انگلیسی، بخش «Concept and theory».

یک قایق بادبانی می‌تواند مثال خوبی برای بادبان خورشیدی باشد.  نوری که بر آینه‌ها نیرو وارد می‌کند، شبیه بادبانی است که توسط باد وزیده می‌شود. پرتوهای لیزر پرانرژی می‌توانند به‌عنوان منبع نور جایگزین برای اعمال نیروی بسیار بیش‌تر از آن‌چه با استفاده از نور خورشید امکان‌پذیر است، استفاده شوند. بادبان خورشیدی امکان عملیات کم هزینه همراه با طول عمر عملیات طولانی را امکان‌پذیر می‌کند.  از آن‌جایی که قطعات متحرک کمی دارد و از هیچ پیشرانه‌ای استفاده نمی‌کند، می‌توان از آن چندین بار برای انتقال محموله استفاده کرد.
بادبان‌های خورشیدی از پدیده‌ای استفاده می‌کنند که تأثیر ثابت‌شده و اندازه‌گیری‌شده‌ای بر اختر دینامیکی دارد.  فشار خورشید بر همه فضاپیماها، چه در فضای بین سیاره‌ای، چه در مدار سیاره یا جسم کوچک تأثیر می‌گذارد.  برای مثال، یک فضاپیمای معمولی که به مریخ می رود، بر اثر فشار خورشید هزاران کیلومتر جابه‌جا می‌شود، بنابراین اثرات آن باید در برنامه‌ریزی مسیر، که از زمان اولین فضاپیمای بین‌سیاره‌ای در دهه 1960 انجام شده‌است، در نظر گرفته شود.  فشار خورشید همچنین بر جهت‌گیری فضاپیما تأثیر می‌گذارد، و عاملی است که باید در طراحی فضاپیما لحاظ شود.
برای مثال، کل نیرویی که بر یک بادبان خورشیدی 800 در 800 متر وارد می‌شود، در فاصله زمین از خورشید حدود 5 نیوتون (1.1 پوند فوت) است که آن را به یک سیستم پیشرانه با رانش کم تبدیل می‌کند، شبیه به فضاپیمایی که توسط موتورهای الکتریکی حرکت می‌کند، اما  از هیچ پیشرانه‌ای استفاده نمی‌کند، آن نیرو تقریباً به‌صورت دائمی اعمال می‌شود و اثر جمعی در طول زمان به اندازه‌ای بزرگ است که به‌عنوان یک روش بالقوه برای رانش فضاپیما در نظر گرفته شود.

## تاریخچه مفهوم

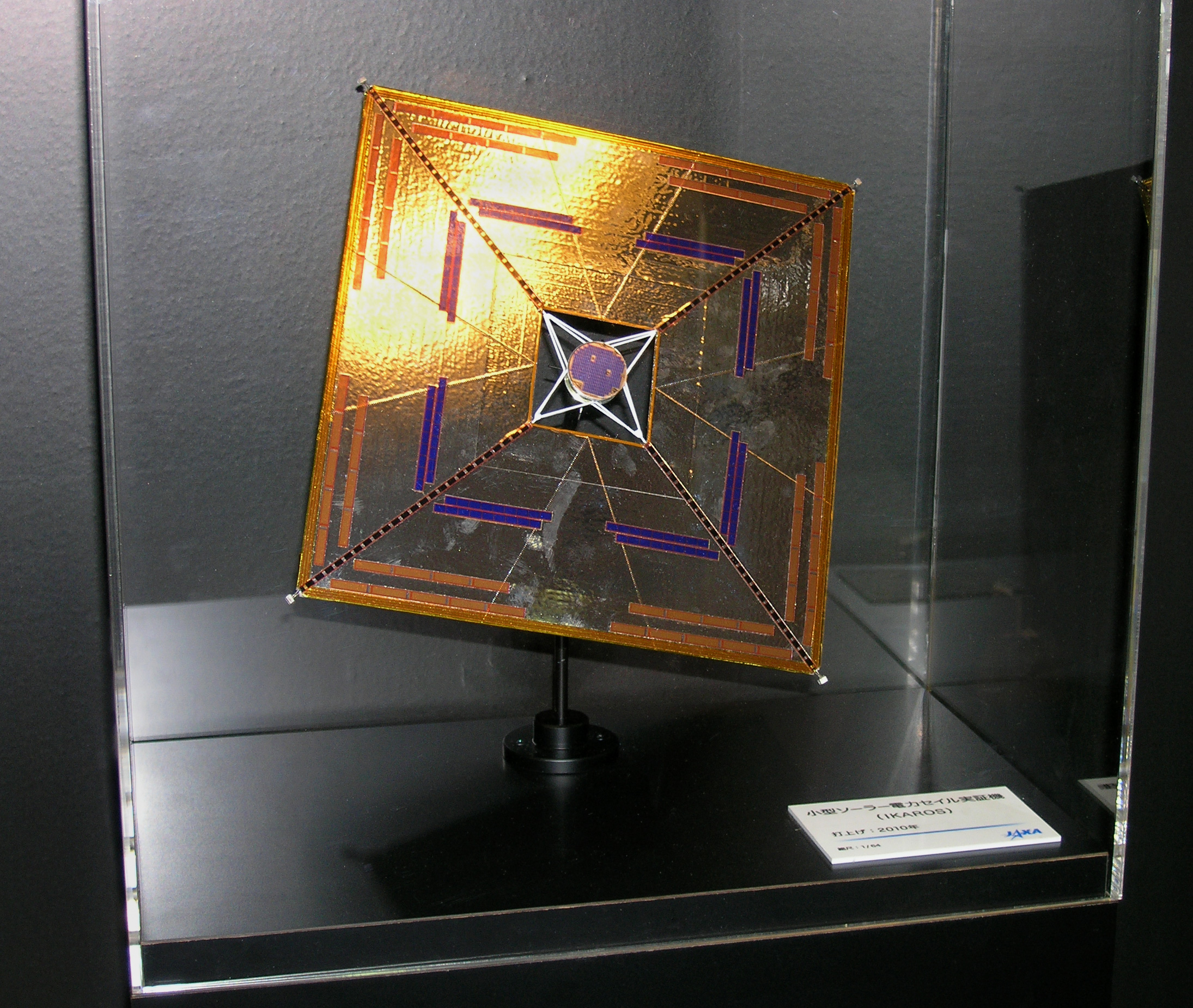
یک مدلی ژاپنی از بادبان خورشیدی

یوهانس کپلر مشاهده کرد که دنباله‌دارها از خورشید دور می‌شوند و گفت که خورشید باعث این اثر شده‌است.  او در نامه‌ای به گالیله در سال 1610 نوشت: «کشتی‌ها یا بادبان‌هایی را فراهم کنید که با نسیم سازگار باشند، آن‌گاه عده‌ای خواهند بود که حتی شهامت پیمودن در خلأ را نیز خواهند داشت». او ممکن است هنگام نوشتن این کلمات، پدیده دم دنباله‌دار را در ذهن داشته باشد، اگرچه انتشارات او در مورد دم دنباله‌دار چندین سال بعد منتشر شد.
جیمز کلرک ماکسول، در سال‌های ۱۸۶۱–۱۸۶۴، نظریه میدان‌های الکترومغناطیسی و تابش خود را منتشر کرد که نشان می‌دهد نور دارای تکانه است، بنابراین می‌تواند بر اجسام فشار وارد کند.  معادلات ماکسول پایه نظری را برای پیش‌رانی با فشار سبک فراهم می‌کند.  بنابراین تا سال 1864، جامعه فیزیک و فراتر از آن می‌دانستند که نور خورشید دارای حرکتی است که بر اجسام فشار وارد می‌کند.
ژول ورن در کتاب از زمین تا کره ماه که در سال 1865 منتشر شد، نوشت: «روزی سرعت‌هایی بسیار بیش‌تر از این [سیاره‌ها و پرتابه‌ها] ظاهر می‌شود که احتمالاً نور یا الکتریسیته عامل مکانیکی آن‌ها خواهد بود... ما روزی به ماه، سیارات و ستارگان سفر خواهیم کرد.»  این احتمالاً اولین کشف منتشرشده است که عنوان می‌کند نور می‌تواند سفیه‌ها را در فضا حرکت دهد.
اولین بار پیوتر لبدوف موفق شد که فشار سبک نشان دهد، و در سال 1899 با تعادل پیچشی آن را انجام داد.  ارنست نیکولز و گوردون هال آزمایش مشابهی را در سال 1901 با استفاده از رادیومتر نیکولز انجام دادند.
سوانته آرنیوس در سال 1908 امکان توزیع فشار تابش خورشیدی هاگ‌های حیات را در فواصل بین‌ستاره‌ای پیش‌بینی کرد و ابزاری برای توضیح مفهوم پان‌اسپرمیا ارائه کرد.  ظاهراً او اولین دانشمندی بود که اعلام کرد نور می‌تواند اجسام را بین ستاره‌ها حرکت دهد.
کنستانتین تسیولکوفسکی برای اولین بار استفاده از فشار نور خورشید را برای به حرکت درآوردن فضاپیما در فضا مطرح کرد و پیشنهاد داد، «استفاده از آینه‌های بزرگ از ورقه‌های بسیار نازک، برای استفاده از فشار نور خورشید دست‌یابی به سرعت‌های کیهانی را امکان‌پذیر می‌سازد».
فردریش زاندر در سال 1925 یک مقاله فنی منتشر کرد که شامل تحلیل فنی پیشران خورشیدی بود.  زاندر در مورد «اعمال نیروهای کوچک» با استفاده از «فشار نور یا انتقال انرژی نور به فواصل با استفاده از آینه های بسیار نازک» نوشت.
جان هالدین در سال 1927 درباره اختراع سفینه‌های فضایی لوله‌ای که انسان را به فضا می‌برد و این‌که چگونه بال‌هایی از فویل فلزی به مساحت یک کیلومتر مربع یا بیش‌تر برای گرفتن فشار تشعشع خورشید باز می‌شوند، حدس زد.
جی دی برنال در سال 1929 نوشت: «شکلی از پیشران فضایی ممکن است ایجاد شود که از اثر دافعه پرتوهای خورشید به‌جای باد استفاده کند. یک کشتی فضایی که بال‌های بزرگ و فلزی خود را به وسعت یک هکتار باز می‌کند، ممکن است منفجر شود.  سپس، برای افزایش سرعت خود، به سمت پایین میدان گرانشی حرکت می‌کرد، و در حالی که از کنار خورشید می‌شتابید، دوباره بادبان کامل را پخش می‌کرد.
کارل سیگان، در دهه 1970، ایده پیشرانی روی نور را با استفاده از یک ساختار غول‌پیکر که فوتون‌ها را در یک جهت منعکس می‌کرد، معرفی کرد و جنبشی را ایجاد کرد.  او ایده‌های خود را در سخنرانی‌های دانشگاهی، کتاب‌ها و برنامه‌های تلویزیونی مطرح کرد. او به پرتاب سریع این فضاپیما برای مشاهده دنباله‌دار هالی علاقه داشت. متأسفانه این مأموریت به‌موقع انجام نشد و او هرگز زنده نماند تا سرانجام آن را به پایان برساند.
اولین فناوری رسمی و تلاش طراحی برای بادبان خورشیدی در سال 1976 در آزمایشگاه پیشرانه جت برای یک مأموریت پیشنهادی برای قرار رسیدن به دنباله‌دار هالی آغاز شد.

## انواع

### انعکاسی
بیشتر بادبان‌های خورشیدی بر اساس انعکاس هستند. سطح بادبان بسیار بازتابنده است، مانند یک آینه، و نوری که از سطح منعکس می‌شود، نیرویی ایجاد می‌کند.

### پراش
در سال 2018، پراش به‌عنوان یک مکانیسم رانش بادبان خورشیدی با مزیت اتلاف گرمای کمتر پیشنهاد شد.